# Margareta Hasbjörnsdotter
Margareta Hasbjörnsdotter est reine de Danemark par son mariage avec le roi Harald III de Danemark.

## Biographie
Margareta Hasbjörnsdotter, dont les dates de naissance et de mort sont inconnues, est la fille du jarl Asbjörn Ulfsen qui pourrait être l'oncle de son époux. Elle aurait été ainsi la cousine de son mari. Aucun enfant est né de son mariage.